# Dülmener Heimatblätter
Die Dülmener Heimatblätter erscheinen in Dülmen seit 1954 als heimatkundliche Zeitschrift des Heimatvereins Dülmen e. V.
Die Zeitschrift ist die Nachfolgezeitschrift der gleichnamigen Zeitschrift, die bereits seit Anfang des 20. Jahrhunderts erschien. Das Erscheinungsbild hat sich ebenso wie die Erscheinungsweise (bis zu 4 Ausgaben pro Jahr) immer wieder geändert, wobei das grundlegende Format immer gleich blieb.
Behandelt werden Themen aus der Geschichte Dülmens und der umliegenden Ortschaften. Auch die Pflege der plattdeutschen Sprache erfolgt immer wieder mit entsprechenden Beiträgen.
Neben der gedruckten Ausgabe, die auch im örtlichen Handel erhältlich ist, existiert eine Online-Ausgabe.
Zu besonderen Anlässen erscheinen Sonderausgaben der Dülmener Heimatblätter. Aus Anlass des 700-jährigen Jubiläums der Stadt Dülmen erschien beispielsweise am 18. April 2011 eine 336-seitige Ausgabe in Form eines Buchs.